# Du Queiroz
Pour les articles homonymes, voir Queiroz (homonymie).
Eduardo Santos Queiroz dit Du Queiroz, né le 7 janvier 2000 à São Paulo au Brésil, est un footballeur brésilien qui évolue au poste de milieu central au Sport Recife, en prêt du Zénith Saint-Pétersbourg.

## Biographie

### SC Corinthians
Né à São Paulo au Brésil, Du Queiroz est formé par le SC Corinthians, qu'il rejoint en 2013.
Du Queiroz fait sa première apparition en professionnel le 22 août 2021, lors d'une rencontre de première division brésilienne face à l'Athletico Paranaense. Il entre en jeu à la place de Fagner et son équipe s'impose par un but à zéro,. Le 14 octobre 2021, il prolonge son contrat avec Corinthians jusqu'en décembre 2024.
Du Queiroz fait sa première apparition en Copa Libertadores le 6 avril 2022, contre les Boliviens du Club Always Ready. Il est titularisé et son équipe s'incline par deux buts à zéro. Il inscrit son premier but en professionnel dans cette même compétition, le 18 mai 2022 face à Boca Juniors. Servi par Raul Gustavo, il ouvre le score mais son équipe se fait finalement rejoindre (1-1 score final).
Le 7 juillet 2022, il prolonge une nouvelle fois avec le SC Corinthians. Il est cette fois lié au club jusqu'en décembre 2025.

### Zénith Saint-Pétersbourg
En juillet 2023, Du Queiroz rejoint la Russie afin de s'engager en faveur du Zénith Saint-Pétersbourg. Le transfert est annoncé dès le 10 janvier 2023 et il signe un contrat de cinq ans, soit jusqu'en juin 2028.